# Les 100 Serbes les plus éminents
Les 100 Serbes les plus éminents (en serbe cyrillique : 100 најзнаменитијих Срба ; en serbe latin : 100 najznamenitijih Srba) est un ouvrage contenant les biographies des cent Serbes les plus importants, tels qu'ils ont été choisis par un comité d'académiciens de l'Académie serbe des sciences et des arts. Les membres de ce comité étaient Sava Vuković, Pavle Ivić, Dragoslav Srejović, Dejan Medaković, Dragomir Vitorović, Zvonimir Kostić, Vasilije Krestić, Miroslav Pantić et Danica Petrović. Le livre a été publié pour la première fois par les éditions Princip en 1993  (ISBN 978-8682273011) (OCLC 30157339) dans un format de 617 pages et a été réédité plusieurs fois par la suite.

## Liste
La liste des personnalités établie dans l'ouvrage est la suivante :
1. Étienne Nemanja
2. Étienne Ier
3. Saint Sava
4. Domentijan
5. Étienne VI
6. Teodosije de Hilandar
7. Saint Danilo
8. Dušan
9. Lazar Hrebeljanović
10. Miloš Obilić
11. Jefimija
12. Prince Marko
13. Stefan Lazarević
14. Kir Stefan le Serbe
15. Đurađ Branković
16. Makarije Sokolović
17. Ivan Gundulić
18. Arsenije III Crnojević
19. Pavle Nenadović
20. Roger Joseph Boscovich
21. Dositej Obradović
22. Petar I Petrović-Njegoš
23. Stefan Stratimirović
24. Karađorđe (Karageorges)
25. Filip Višnjić
26. Mateja Nenadović
27. Veljko Petrović
28. Miloš Ier Obrenović
29. Vuk Stefanović Karadžić
30. Konstantin Danil
31. Jovan Sterija Popović
32. Ilija Garašanin
33. Petar II Petrović-Njegoš
34. Josif Pančić
35. Michel III Obrenović
36. Branko Radičević
37. Đuro Daničić
38. Svetozar Miletić
39. Jovan Ristić
40. Kornelije Stanković
41. Ilarion Ruvarac
42. Đura Jakšić
43. Jovan Jovanović Zmaj
44. Valtazar Bogišić
45. Nicolas Ier de Monténégro
46. Laza Kostić
47. Stojan Novaković
48. Pierre Ier de Serbie
49. Vladan Đorđević
50. Nikola Pašić
51. Nikodim Milaš
52. Svetozar Marković
53. Sima Lozanić
54. Radomir Putnik
55. Đorđe Krstić
56. Laza Lazarević
57. Simo Matavulj
58. Pera Dobrinović
59. Milan Ier de Serbie
60. Mihajlo Pupin
61. Živojin Mišić
62. Stevan Sremac
63. Stepa Stepanović
64. Jovan Žujović
65. Stevan Mokranjac
66. Nikola Tesla
67. Paja Jovanović
68. Vojislav Ilić
69. Ljubomir Stojanović
70. Bogdan Popović
71. Branislav Nušić
72. Jovan Cvijić
73. Mihailo Petrović Alas
74. Pavle Popović
75. Slobodan Jovanović
76. Miloje Vasić
77. Jovan Dučić
78. Radoje Domanović
79. Nadežda Petrović
80. Branislav Petronijević
81. Borisav Stanković
82. Milan Rakić
83. Aleksandar Belić
84. Milan Nedić
85. Isidora Sekulić
86. Petar Kočić
87. Jovan Skerlić
88. Milutin Milanković
89. Nicolas d'Ohrid
90. Petar Konjović
91. Vladimir Ćorović
92. Stevan Hristić
93. Jovan Bijelić
94. Alexandre Ier de Yougoslavie
95. Petar Dobrović
96. Ivo Andrić
97. Miloš Crnjanski
98. Sava Šumanović
99. Meša Selimović
100. Vasko Popa

## Critères d'inclusion et controverses
Quand le comité d'experts a créé la liste en 1993, un de ses critères était de ne sélectionner aucune personnalité vivante. Ainsi, sur les 100 personnes retenues, seules deux, Meša Selimović  Vasko Popa, étaient nées au XXe siècle. Ce fait a soulevé la question de la pertinence de la liste.
Une difficulté plus importante était liée au fait que la liste a été établie au moment des guerres qui ont entraîné la dislocation de la Yougoslavie ; certains y virent à l'époque une des sources du nationalisme lié à l'idée d'une Grande Serbie. La question de l'objectivité du travail fut posée notamment à propos de personnalités comme Ruđer Bošković (Roger Joseph Boscovich), Ivan Gundulić, Ivo Andrić et Meša Selimović, pour lesquels aucun consensus n'existait sur leur appartenance à la « nationalité » serbe.
D'autre part, l'inclusion de Milan Nedić dans la liste provoqua aussi des controverses, dans la mesure où il a été le chef du gouvernement collaborateur serbe pendant la Seconde Guerre mondiale.
Nikola Tesla est un serbe de Croatie et a été naturalisé américain.